# Benjamin Moser
Benjamin Moser (Houston, 14 de setembro de 1976) é um escritor e historiador estadunidense que vive em Utrecht, Países Baixos.
Por sua biografia de Clarice Lispector ele recebeu em 2016 o Prêmio Itamaraty de Diplomacia Cultural, concedido pelo Ministério das Relações Exteriores do Brasil.

## Vida pessoal
Nascido em Houston, em 1976, Moser cursou o ensino médio no Texas e na França, antes de se formar em licenciatura em História pela Universidade Brown. Obteve seu doutoramento (título de PhD) e mestrado pela Universidade de Utrecht. Fluente em seis idiomas, o autor já publicou traduções do neerlandês, francês, espanhol e português, língua a qual decidiu aprender após um breve contato com o chinês.
Atualmente mora em Utrecht com seu companheiro, o escritor neerlandês Arthur Japin [en].

## Carreira

### Escritor
O escritor é colunista de novos livros da Harper's Magazine, bem como colaborador freqüente do The New York Review of Books, do jornal The New York Times.
Moser é autor de uma biografia da escritora brasileira Clarice Lispector — Why This World —, cujos livros ele descobriu enquanto estudava literatura de língua portuguesa, apaixonando-se por ela e sua literatura imediatamente (ele a compara a Franz Kafka e Baruch Espinoza). Tal livro foi nomeado ao National Books Critics Circle Award. Em 2015, foi responsável pela coletânea de contos da escritora em inglês  — The Complete Stories  — lançada pela editora New Directions nos Estados Unidos. A edição recebeu boas críticas e esteve na lista dos 100 melhores livros do The New York Times do mesmo ano. Em 2016 Moser recebeu na Festa Literária Internacional de Paraty o  Prêmio Itamaraty de Diplomacia Cultural, concedido pelo Ministério das Relações Exteriores do Brasil.
Em 2017 ele foi premiado com uma bolsa Guggenheim.
Conhecedor e admirador do Brasil, em janeiro de 2019 Moser publicou no jornal Folha de S.Paulo uma carta aberta ao ministro das relações exteriores, Ernesto Araújo. Na carta Moser criticou duramente Araújo por uma publicação no site Bloomberg que "expôs o Brasil ao ridículo" por falta de conhecimento do idioma inglês e recomendou ao ministro que se comportasse "com a dignidade" que a posição de Embaixador do Brasil exige. Ele também criticou as posições do ministro sobre Ludwig Wittgenstein, que soam "bizarras, pretensiosas e deselegantes" naquele idioma e que as expressões conspiracionistas usadas por Araújo, como “globalistas”, “marxistas”, “anticosmopolitas” e “valores cristãos” têm conotação antissemita, e explicam o porquê das declarações sobre o aquecimento global de Araújo terem sido ridicularizadas pela imprensa internacional.

### Publicações
- Benjamin Moser, Why This World: A Biography of Clarice Lispector, Oxford University Press (2009)/Haus Publishing Limited, ISBN 978-0-19-538556-4 (EUA), 978-1906598426 (UK)
- Benjamin Moser, Clarice, uma biografia, Cosac Naify (2009).
- Benjamin Moser (fevereiro de 2009). «Art is : the audacity of still life». Harper's Magazine. 318 (1905): 75-80, 82 Reviews Quentin Buvelot. The still lifes of Adriaen Coorte, 1683-1707. [S.l.]: Waanders